# Ankylocythere prolata
Ankylocythere prolata är en kräftdjursart som beskrevs av Hobbs och Peters 1991. Ankylocythere prolata ingår i släktet Ankylocythere och familjen Entocytheridae. Inga underarter finns listade i Catalogue of Life.